# Francisco Blanco
|  | Per a altres significats, vegeu «Francisco Blanco Pedraza». |

Francisco Blanco (O Tameirón, A Gudiña, província d'Ourense, 1570 - Nagasaki, Japó, 1597) fou un frare franciscà gallec, mort màrtir. És venerat com a sant per l'Església catòlica.

## Orígens
Va estudiar al col·legi de la Companyia de Jesús de Monterrei, d'on passà al de Salamanca. Va ingressar a l'orde franciscà, fent el noviciat a Villalpando. Volia fer missions i va partir cap a Mèxic, on fou ordenat sacerdot. En 1593 marxà fins a les Filipines, des d'on anà, amb el seu mestre Martín de la Ascensión, a predicar el cristianisme al Japó, on arribaren a mitjan juny de 1596.

## Martiri

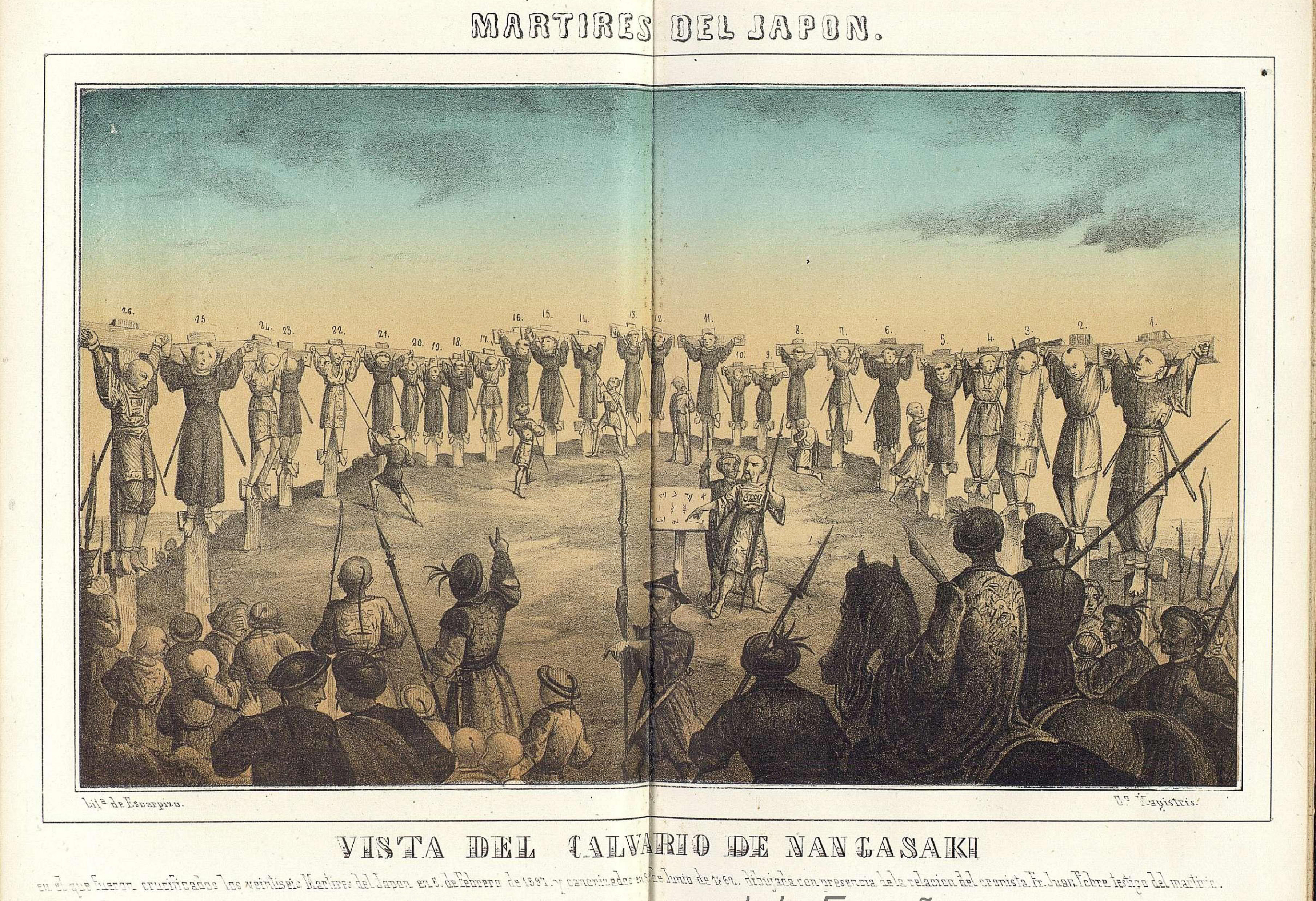
Gravat del martiri dels 26 màrtirs del Japó, s. XIX

Era una època de persecucions als missioners cristians. El 8 de desembre de 1596 els frares franciscans del convent de Meako foren presos i els tallaren part de l'orella esquerra. El 4 de gener de 1597 els feren anar cap a Nagasaki, portant un cartell amb el seu nom, i hi foren presos fins al dia 8, quan el shōgun Toyotomi Hideyoshi va condemnar vint-i-sis cristians (un missioner franciscà mexicà, Felipe de Jesús, cinc d'europeus, entre els quals Francisco Blanco i Martín de la Ascensión, tres jesuïtes (Pau Miki n'era un) i setze terciaris japonesos, tres nens inclosos) a mort per predicar el cristianisme, acte prohibit per les lleis japoneses. Foren escoltats fins al turó de Nishizaka, a la rodalia de Nagasaki. Foren crucificats i travessats amb dues llances cadascú. Molts cristians anaren a veure'n els cadàvers, que romangueren exposats durant molt de temps.

## Veneració

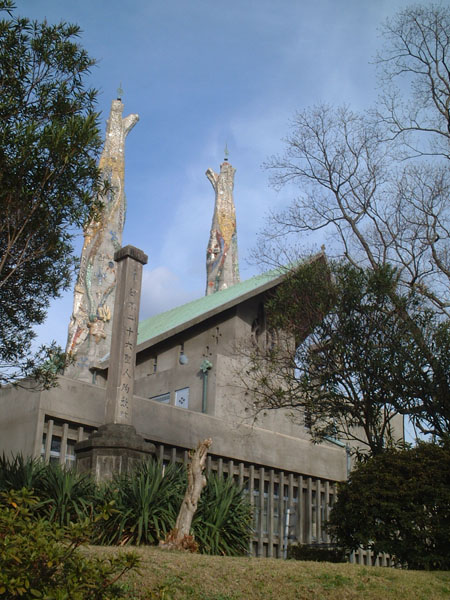
Església i museu dels 26 màrtirs de Nagasaki, aixecada al turó de Nishizaka, on van ser executats els 26 màrtirs de 1597.

Amb els altres franciscans i terciaris, fou beatificat el 15 de setembre de 1627, i canonitzat per Pius IX el 10 de juny de 1862. La festa conjunta dels Màrtirs del Japó és el 6 de febrer. Se'n conserven relíquies a O Tameirón, i la del seu crani a la casa dels marquesos de Viance a Outarelo (O Barco de Valdeorras).